# Zoran Barišić
Pour les articles homonymes, voir Barišić.
Zoran « Zoki » Barisic (né le 22 mai 1970 à Vienne) est un ancien joueur, désormais entraîneur de football autrichien.

### Entraîneur

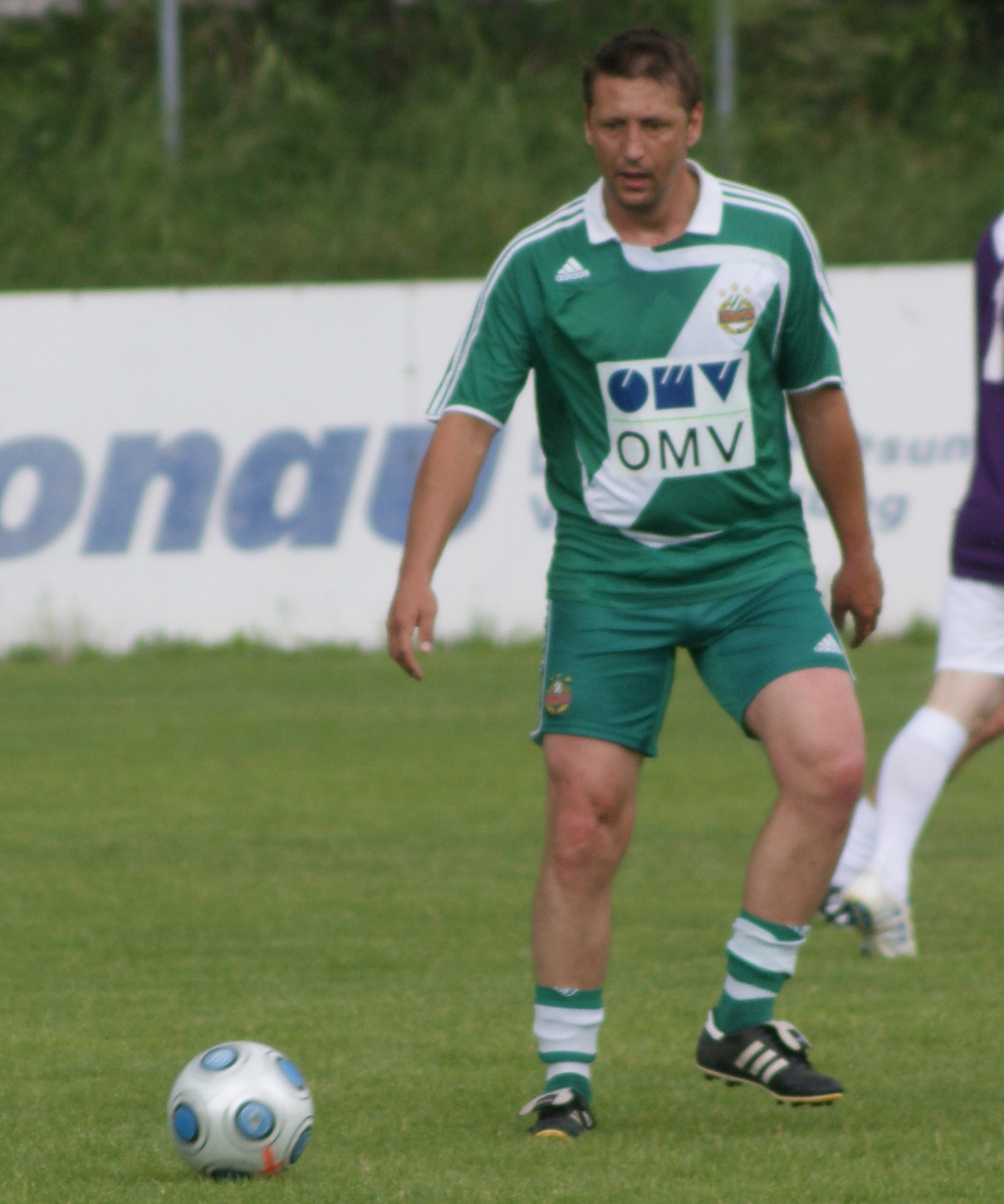
Zoran Barisic en 2010.

## Palmarès
- Championnat d'Autriche (4) :
  - 1996, 2000, 2001, 2002
- Coupe d'Autriche (1) :
  - 1995